# The Flash of Fate (film 1918)
The Flash of Fate (conosciuto anche con il titolo The Crookedest Man in the World) è un film muto del 1918 diretto da Elmer Clifton. Interpretato da Herbert Rawlinson (anche produttore del film), Sally Starr, Jack Nelson, Dana Ong, Charles West, fu prodotto e distribuito dalla Universal.

## Trama
Randolph Shorb, amareggiato e vendicativo dopo il suicidio del padre che si è ucciso per essere stato rovinato da Abner Hinman, un broker disonesto, decide di ricostruire la propria fortuna con tutti i mezzi, anche illeciti, che ha a disposizione. In combutta con Johnson, un noto truffatore, mette su una banda e ne diventa il capo, conosciuto con il nome il furetto. Randolph, però, si trova in una situazione che non riesce a controllare quando Johnson costringe Joe, il fratello della sua fidanzata, a rapinare una banca. Il giovane scompare, deciso a mettere fine alla sua vita. Randolph, per cercare di rintracciarlo, lancia un messaggio in codice Morse che raggiunge l'aspirante suicida infondendogli nuova speranza. Dopo che la banda è arrestata, Randolph giura di condurre da quel momento in poi una vita onesta.

## Produzione
Il film fu prodotto dall'Universal Film Manufacturing Company.

## Distribuzione
Il copyright del film, richiesto dalla Universal Film Mfg. Co., Inc., fu registrato il 7 febbraio 1918 con il numero LP12036. Distribuito dall'Universal Film Manufacturing Company, il film uscì nelle sale cinematografiche statunitensi il 18 febbraio 1918.
Non si conoscono copie ancora esistenti della pellicola che viene considerata presumibilmente perduta.